# Filip Mirkulovski
Filip Mirkulovski, né le 14 septembre 1983 à Skopje, est un joueur macédonien de handball. Il évolue au poste de demi-centre en équipe de macédoine et au TSV Hannover-Burgdorf.